# Indiana Jones și căutătorii arcei pierdute
Indiana Jones și căutătorii arcei pierdute (1981) (denumire originală: Indiana Jones and the Raiders of the Lost Ark) este un film de aventură-acțiune american regizat de Steven Spielberg, produs de George Lucas și cu Harrison Ford în rolul lui Indiana Jones. Este primul film din franciza Indiana Jones. Prezintă povestea lui Indiana Jones care înfruntă un grup de naziști în căutarea Chivotului Legământului, deoarece Adolf Hitler era convins că acesta îi va face armata invincibilă.

## Povestea
În 1936, arheologul Indiana Jones cercetează un vechi templu peruan plin de capcane în căutarea unui idol de aur. În timp ce încearcă să fugă din templul care se prăbușește în jurul său după ce a luat idolul, Indiana trebuie să scape și de vechiul său rival, arheologul René Belloq care este însoțit de indigenii Hovitos. Înconjurat și depășit numeric, Indiana este forțat să predea idolul lui Belloq, dar reușește să scape cu viață fugind cu un hidroavion seria Waco.

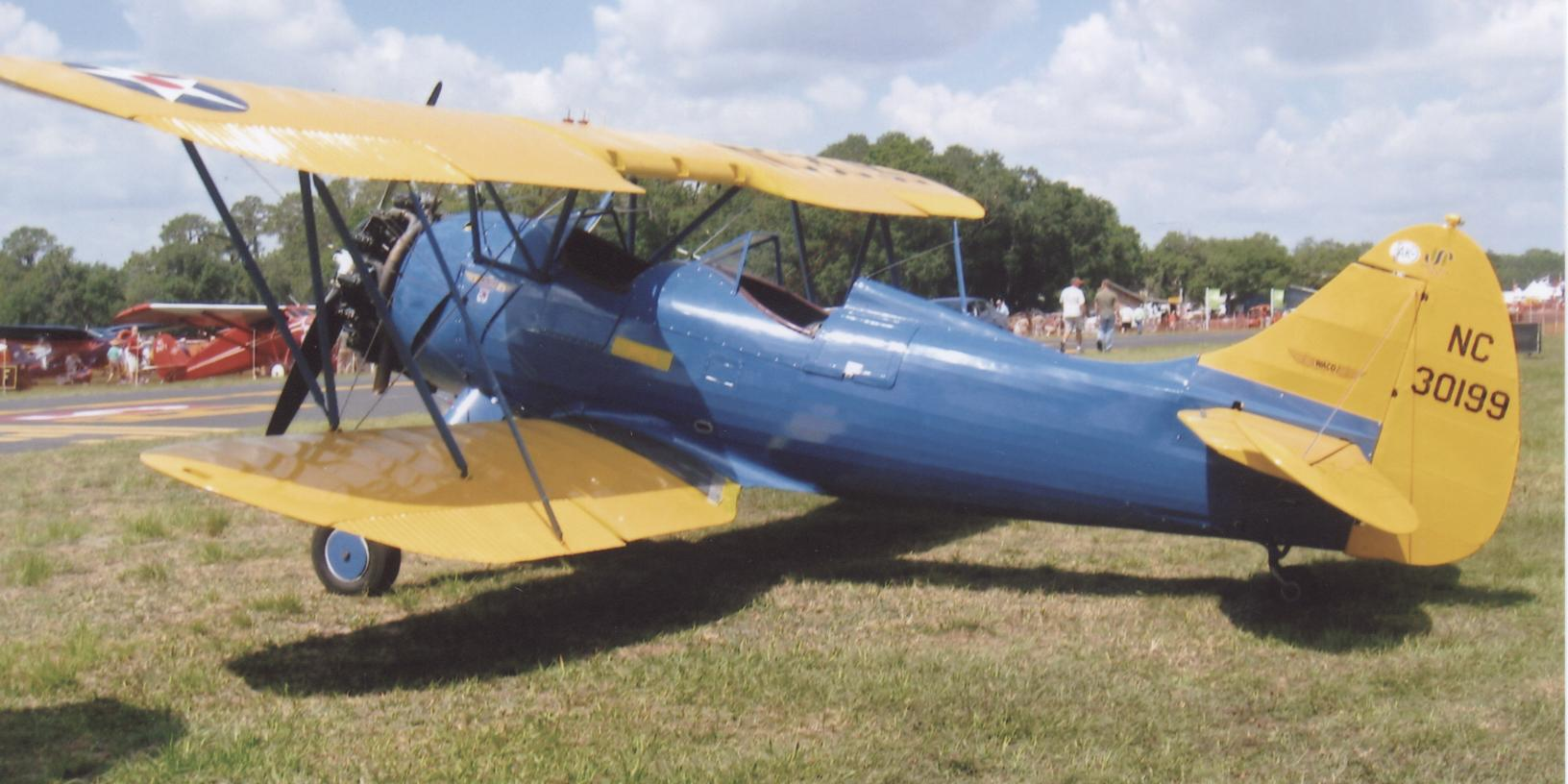
Hidroavion seria Waco asemănător cu cel folosit de Indiana în Peru pentru a scăpa de René Belloq

Curând după ce se întoarce la catedra sa de arheologie din Statele Unite, Indiana este intervievat de doi agenți ai serviciilor secrete ai armatei americane. Aceștia îl informează că naziștii, în cercetările lor privind forța ocultă, sunt pe urmele vechiului său mentor, Abner Ravenwood, care se află în posesia unei bucăți dintr-un artefact numit Sceptrul lui Ra și că aceștia fac săpături arheologice într-un vechi oraș numit Tanis. Indiana își dă seama că naziștii fac cercetări la Tanis deoarece cred că acolo se află îngropat Chivotul Legământului, obiectul biblic iudaic despre care se crede că ar conține ceea ce a mai rămas din pietrele cu Cele zece porunci; dacă naziștii vor pune mâna pe Chivot armata lor va deveni invincibilă. Sceptrul lui Ra, între timp, este cheia pentru găsirea Fântânii Sufletelor (arabă: Bir el- Arweh), o încăpere secretă în care Chivotul a fost îngropat. În cele din urmă agenții îl autorizează pe Indiana să recupereze Chivotul, promițându-i că acesta va fi expus într-un muzeu. Indiana călătorește cu avionul în Nepal, unde află că mentorul său Ravenwood a murit și că medalionul de bronz este în posesia fiicei sale, Marion, fosta iubită a lui Indiana. Indiana îi oferă pentru el trei mii de dolari, plus încă două mii mai mult atunci când se întorc în Statele Unite. Hanul lui Marion este brusc atacat de un grup de asasini comandat de un agent nazist, Maiorul Toht. Cârciuma este arsă în lupta ce urmează, iar Toht își arde palma în timp ce încearcă să ia medalionul din foc. Indiana și Marion fug cu medalionul, în timp ce Marion îi spune lui Indiana că-l va însoți în căutarea chivotului pierdus, astfel încât Indiana să-și achite datoria față de ea.
Ei călătoresc în Egipt, la Cairo unde se întâlnesc cu un bun prieten al lui Indiana, Sallah, un săpător experimentat, în timp ce Belloq și naziștii sapă în căutarea Fântânii Sufletelor, având o replică a medalionului pe baza cicatricii din mâna lui Toht. Într-o piață, trupe naziste încearcă s-o răpească pe Marion și în timp ce Indiana îi urmărește se pare că ea moare într-o explozie. În timp ce descifrează însemnele de pe medalion, Indiana și Sallah își dau seama că naziștii caută în mod greșit locul în care se află Fântâna Sufletelor. Folosind acest lucru în avantajul lor, ei se infiltrează în situl arheologic nazist și folosesc Sceptrul lui Ra pentru a afla exact locul și descoperă Fântâna Sufletelor, o cameră îngropată în care se află o mulțime de șerpi otrăvitori. Indiana se apără de șerpi cu flăcările focului și găsește Chivotul, dar Belloq și naziștii îl prind și-i iau Chivotul. Sallah se ascunde la suprafață. Ei o aruncă pe Marion în Fântâna Sufletelor pe care o sigilează ca să moară împreună cu Indiana, dar cei doi reușesc să scape. După o luptă cu pumnii cu un uriaș mecanic nazist, Indiana aruncă în aer tot aerodromul și urmărește un convoi de camioane bine păzit de naziști care transporta Chivotul. Indiana este împușcat în umăr dar în cele din urmă recuperează Chivotul înainte ca acesta să poată fi livrat la Berlin.
Indiana și Marion părăsesc Cairo pentru a escorta Chivotul în Anglia la bordul unui vapor care transporta oameni săraci. A doua zi dimineata, vaporul este ocupat de naziști, care fură din nou Chivotul și o răpesc iarăși pe Marion. Indiana îi urmărește și se urcă la bordul submarinului lor care merge spre o insulă izolată din Marea Egee unde Belloq plănuiește să testeze puterea Chivotului înainte de a-l prezenta lui Hitler. Indiana apare în fața lor cu un aruncător de grenade amenințându-i că distruge Chivotul dacă aceștia nu o eliberează pe Marion, dar Belloq știind cum gândește um arheolog își dă seama că Indiana blufează deoarece n-ar fi niciodată în stare să distrugă ceva ce a căutat toată viața.
Indiana se predă și este legat împreună cu Marion în timp ce Belloq efectuează o ceremonie iudaică de deschidere a Chivotului, dar acesta pare să conțină doar nisip.  Deodată, spirite, care seamănă cu descrierea Serafimilor din Vechiul Testament, ies din Chivot.  Conștient de pericolul supranatural care se abate asupra celui care se uită la Chivotul deschis, Indiana o avertizează pe Marion să-și închidă ochii.  Aparițiile paranormale brusc se transformă în creaturi demonice, și o rază de energie iese din Chivot și îi ucide pe naziști și pe Belloq.  Flăcările se ridică la cer, apoi vin înapoi spre Pământ și Chivotul se închide cu un sunet puternic de tunet.
Înapoi în Washington, D.C., agenții secreți îi informează pe Indiana și Brody (care sunt din ce în ce mai suspicioși) că obiectul (Chivotul) „este într-un loc sigur” și că va fi studiat de „oameni de elită”. În realitate, Chivotul este închise într-o ladă din lemn pe care a fost pusă eticheta „top secret” și depozitat într-un uriaș depozit guvernamental umplut cu nenumărate lăzi asemănătoare.

## Distribuția
- Harrison Ford este Indiana Jones, un profesor de arheologie care trece prin multe aventuri pentru a găsi artefacte rare.[3]
- Karen Allen este Marion Ravenwood, fostă iubită a lui Indiana, fiica mentorului său spiritual Abner Ravenwood. Marion are o crâșmă în Nepal.
- Paul Freeman este Dr. René Belloq, arheolog care lucrează pentru naziști. Este ucis de puterile supranaturale ale Chivotului.
- Ronald Lacey este Maiorul Arnold Toht, anchetator al Gestapo. Este ucis de puterile supranaturale ale Chivotului.
- Denholm Elliott este Dr. Marcus Brody, care cumpără artefacte de la Indiana pentru a le expune în muzeul său.
- Wolf Kahler este Colonelul Dietrich, un nemilos ofițer nazist care conduce operațiunea de aducere a Chivotului în Germania. Este ucis de puterile supranaturale ale Chivotului.
- Alfred Molina, apare la începutul filmului, este un ghid al lui Indiana în Peru, este ucis de o capcană din templul din care Indiana ia un idol de aur.
- Vic Tablian este Barranca.

## Vezi și
- Listă de filme științifico-fantastice, fantastice și de groază despre cel de-al Doilea Război Mondial